# Farmaci antipertensivi
Con la locuzione farmaci antipertensivi si indicano tutti i farmaci, suddivisi in varie classi, utilizzati nella terapia dell'ipertensione arteriosa. Essi possono controllare la pressione arteriosa interferendo, a vari livelli, con i meccanismi che fisiologicamente la regolano.

## Controllo della pressione arteriosa
La pressione arteriosa è normalmente regolata da diversi meccanismi. I principali siti di controllo sono rappresentati da:
- Arteriole periferiche: sono dotate di una parete prevalentemente muscolare che in risposta ad una stimolazione da parte del sistema nervoso simpatico si contrae, provocando un aumento della resistenza al passaggio del sangue ai tessuti e aumentando così la pressione arteriosa.
- Venule: costituiscono i cosiddetti vasi di capacitanza. Anche queste possono andare incontro a vasocostrizione in risposta ad uno stimolo simpatico, aumentando il ritorno di sangue al cuore e quindi la pressione.
- Cuore: la gittata cardiaca, moltiplicata per le resistenze periferiche, è direttamente proporzionale alla pressione arteriosa. Anche questo fattore è sensibile alla stimolazione simpatica.
- Rene: contribuisce in diversi modi a controllare la pressione, sia regolando direttamente la quantità di liquidi presente nell'organismo (e quindi il volume plasmatico), sia mediante la liberazione di renina indotta da un ridotto afflusso di sangue ai reni. La renina, agendo come un enzima proteolitico, interviene in una reazione che porta infine alla produzione di un'altra sostanza, l'angiotensina II, ad effetto vasocostrittore; l'angiotensina induce anche la produzione di aldosterone, un ormone prodotto nelle ghiandole surrenali che agisce sul rene provocando una ridotta eliminazione di sodio e acqua, con conseguente aumento dell'acqua nell'organismo (soprattutto all'interno dei vasi sanguigni: aumento del volume plasmatico).

## Classificazione dei farmaci antipertensivi
In base al meccanismo d'azione è possibile suddividere gli antipertensivi in quattro grandi categorie:
- Farmaci che agiscono sul bilancio sodio-acqua (diuretici)
- Farmaci attivi sul sistema nervoso simpatico
- Farmaci che riducono le resistenze periferiche (vasodilatatori)
- Farmaci attivi sul sistema renina-angiotensina-aldosterone

### Diuretici

Struttura molecolare della furosemide.

I diuretici riducono la pressione arteriosa aumentando la perdita di sodio con le urine e riducendone quindi la quantità nell'organismo; la diminuzione della concentrazione di sodio nel plasma porta ad una riduzione del volume plasmatico. Di conseguenza, la gittata cardiaca si riduce. In tempi più lunghi (circa 6-8 settimane) la riduzione del sodio provoca anche una riduzione delle resistenze vascolari periferiche. In teoria, gli stessi effetti si potrebbero ottenere riducendo drasticamente la quantità di sodio nella dieta.

#### Indicazioni
- Tiazidici (es.: idroclorotiazide): sono indicati nei pazienti con ipertensione lieve o moderata, con normale funzionalità renale e cardiaca. Spesso sono presenti in preparazioni farmaceutiche in associazione con altri antipertensivi, in particolare ACE-inibitori o sartani.
- Diuretici dell'ansa (es.: furosemide): sono utilizzati nei casi di ipertensione grave o associata a notevole ritenzione di sodio (ad esempio in pazienti affetti da cirrosi o da scompenso cardiaco) e nell'insufficienza renale cronica.
- Diuretici risparmiatori di potassio (spironolattone e derivati, come il canrenoato di potassio): utilizzati spesso in associazione ad altri diuretici per prevenire la perdita eccessiva di potassio indotta da questi, oppure nei pazienti con ipokaliemia che necessitino di un trattamento diuretico.

### Farmaci attivi sul sistema nervoso autonomo

Struttura molecolare dell'alfa-metildopa.

Tutti i farmaci antipertensivi inclusi in questa classe hanno in comune la capacità di inibire la funzionalità del sistema nervoso simpatico. Per questo motivo vengono chiamati anche "simpaticolitici" e possono agire a diversi livelli.

#### Simpaticolitici ad azione centrale
Agiscono a livello del tronco encefalico, dove si trovano i centri vasopressori, riducendo l'intensità degli impulsi che partono da questi. Tra i farmaci più noti di questo gruppo vi sono la alfa-metildopa e la clonidina.
- Alfa-metildopa: è un analogo della levodopa. Nell'organismo viene trasformata nei suoi metaboliti attivi, l'alfa-metildopammina e l'alfa-metilnoradrenalina, che stimolano i recettori centrali alfa-adrenergici.
- Clonidina: riduce la pressione arteriosa agendo a livello dei recettori alfa2 del tronco encefalico.

#### Ganglioplegici
Sono stati tra i primi farmaci utilizzati nel controllo dell'ipertensione, oggi abbandonati a causa dei loro notevoli effetti avversi. Tali agenti (ad esempio il trimetafano, l'esametonio, la mecamilamina, la pempidina), agivano bloccando la stimolazione dei neuroni post-gangliari autonomi indotta dall'acetilcolina.

#### Bloccanti il recettore adrenergico

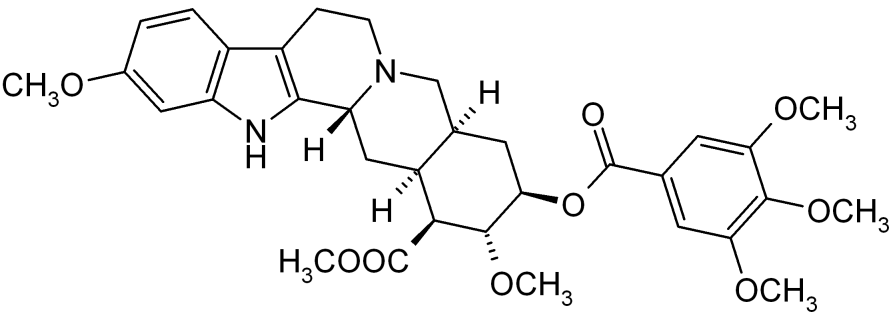
Struttura molecolare della reserpina.

Agiscono ostacolando la normale liberazione della noradrenalina da parte dei neuroni simpatici postgangliari. Anche questo gruppo di farmaci (al quale appartengono principi attivi come guanetidina e reserpina) è oggi scarsamente utilizzato per via degli effetti collaterali (ipotensione ortostatica, impotenza, depressione del tono dell'umore).

#### Inibitori delle monoamino ossidasi (IMAO)
Anche questi abbandonati per i loro effetti tossici, agiscono inibendo l'enzima monoaminossidasi presente nella mucosa gastrointestinale e nel fegato, permettendo così l'ingresso in circolo della tiramina, una ammina assunta con la dieta. La tiramina, captata dalle terminazioni nervose, viene così convertita in octopamina, un falso neurotrasmettitore che si sostituisce alla noradrenalina, vanificando gli impulsi di tipo ipertensivo provenienti dal sistema nervoso simpatico.

#### β-bloccanti

Struttura molecolare del labetalolo.

I β-bloccanti agiscono antagonizzando gli effetti dell'adrenalina e della noradrenalina a livello dei recettori β-adrenergici, con inibizione dell'effetto cronotropo e inotropo positivo operato dal sistema simpatico. In virtù di questa proprietà trovano largo impiego nella pratica clinica non solo come antipertensivi, ma anche nella terapia della insufficienza cardiaca congestizia e di alcune forme di aritmia. Alcuni β-bloccanti possiedono inoltre la capacità di bloccare i recettori α1 e l'ingresso di ioni calcio nelle fibrocellule arteriolari provocando vasodilatazione periferica e un ulteriore effetto antipertensivo. In base alle diverse caratteristiche si riconoscono 4 tipi di β-bloccanti.
β-bloccanti di prima generazione, non selettivi
- Propranololo
- Timololo
- Pindololo
- Nadololo

β-bloccanti di seconda generazione, β1 selettivi
- Atenololo
- Acebutololo
- Metoprololo
- Esmololo
- Bisoprololo

β-bloccanti di terza generazione, con effetti aggiuntivi
- Carvedilolo
- Labetalolo

β-bloccanti di terza generazione, con effetti aggiuntivi e β1 selettivi
- Celiprololo
- Betaxololo

Per "effetti aggiunti" si intende una serie di proprietà tipiche dei β-bloccanti di terza generazione. Ad esempio, il carvedilolo è in grado di bloccare i recettori β, gli α1, l'ingresso di ioni calcio nelle fibrocellule e possiede una precipua attività antiossidante. Altri farmaci di terza generazione come il celiprololo, il nebivololo e il carteololo provocano il rilascio da parte dell'endotelio di ossido nitrico, evento che connesso alla vasodilatazione periferica. Ulteriore caratteristica del celiprololo e del carteololo è quella di possedere un lieve agonismo nei confronti degli stessi recettori β, effetto alla base della riduzione degli effetti collaterali che si osserva durante l'impiego di tali composti.

##### Indicazioni
I β-bloccanti sono utilizzati o come farmaco di prima scelta nella terapia dell'ipertensione o come alternativa nel caso in cui il precedente regime sia gravato da effetti collaterali (es: soggetto in terapia con calcio antagonisti con edema peri malleolare). I β-bloccanti dovrebbero essere considerati di scelta qualora all'ipertensione si associ una di queste patologie:
- aritmie cardiache
- angina pectoris
- prime fasi dello scompenso cardiaco
- glaucoma
- feocromocitoma (insieme ad α-bloccanti)
- cardiomiopatia ipertrofica
- emicrania
- ansia o attacchi di panico
- varici da ipertensione portale

È tuttavia bene ricordare che tutte queste patologie possono essere trattate con β-bloccanti anche in assenza di un quadro ipertensivo; di qui l'utilizzo preferenziale di questa classe farmacologica nei soggetti ipertesi che presentino una o più di queste malattie.

##### Controindicazioni
Gli effetti collaterali dei β-bloccati sono dovuti alla diretta estensione dell'effetto farmacodinamico di questa classe farmaceutica. Il blocco β-adrenergico può infatti provocare:
- broncocostrizione
- bradicardia e bradiaritmie
- senso di affaticamento
- disturbi sessuali nell'uomo
- disturbi del sonno
- aumento del tempo di recupero dall'ipoglicemia

In questo senso, i β-bloccanti sono controindicati per soggetti:
- asmatici o con broncopneumopatie cronico ostruttive con fenomeni di broncospasmo
- bradicardici o con blocchi di branca
- con sindromi ipoglicemizzanti
- diabetici in terapia con insulina, per il rischio di ipoglicemia

### Vasodilatatori

#### Calcio-antagonisti

Struttura molecolare del verapamil.

I calcio-antagonisti sono farmaci che inibiscono l'attivazione del canale ionico per il calcio a livello della muscolatura liscia delle arteriole e delle cellule eccitabili del miocardio. In questo senso, l'attività di questi farmaci si esplica con la riduzione della concentrazione del calcio intracellulare, inducendo vasodilatazione periferica e riduzione della contrattilità e velocità di trasmissione dell'impulso elettrico a livello cardiaco. Per questo, oltre che all'ipertensione, i calcio-antagonisti trovano indicazione nella terapia delle sindromi anginose e delle aritmie. In base alla distribuzione e al tipo di canale ionico per il calcio inibito, i calcio-antagonisti si dividono in periferici e centrali; mentre i primi agiscono riducendo le resistenze vascolari periferiche provocando vasodilatazione e una certa tachicardia riflessa, i secondi esplicano il loro maggiore effetto deprimendo la contrattilità e la velocità di conduzione miocardica. Della prima classe fanno parte le diidropiridine; i principali farmaci diidropirinici sono:
- amlodipina, caratterizzata da ampia biodisponibilità per dispensazione orale e lunga emivita
- felodipina, emivita intermedia
- nifedipina
- nicardipina
- nimodipina, emivita breve

Della seconda classe fanno invece parte:
- verapamil
- diltiazem
- bepridil

Questi ultimi, con esclusione del bepridil (non più in commercio per l'elevata incidenza di torsioni di punta), in virtù dei loro effetti centrali, possono essere utilizzati nei soggetti che presentino tachiaritmie sopraventricolari, flutter atriale o fibrillazione atriale. Aumentando inoltre il tempo di riempimento diastolico, diminuendo le richieste energetiche miocardiche e prevenendo il vasospasmo coronarico, il verapamil e il diltiazem sono utilizzato nei soggetti con angina pectoris, con tipica indicazione nella angina di Prinzmetal. Le diidropiridine e soprattutto la nifedipina, sono talora gravate da tachicardia riflessa in risposta al crollo della pressione arteriosa innescata dalla vasodilatazione periferica; per questo, tale terapia farmacologica necessita di aggiustamenti o associazioni (tipo β-bloccanti) atti a ridurre l'incidenza di una risposta cronotropa eccessiva. Le diidropiridine possono trovare indicazione qualora si presentino quadri sindromici connessi al vasospasmo periferico come il fenomeno di Raynaud primitivo o secondario ad alcune malattie con il lupus eritematoso sistemico o la sclerodermia. Alcuni calcio-antagonisti come la flunarizina e la cinarizina trovano inoltre impiego nella profilassi dell'emicrania. Il verapamil e il diltiazem non dovrebbero mai essere associati ai β-bloccanti per aumento dell'incidenza di bradicardia e di blocchi atrio-ventricolari.

#### Altri vasodilatatori
Rientrano in questa classe tutti i principi attivi che, con meccanismi differenti rispetto ai calcio-antagonisti, rilasciano la muscolatura liscia delle arteriole, riducendo quindi le resistenze periferiche.
Attivi per via orale. Sono utilizzati per il trattamento ambulatoriale a lungo termine dell'ipertensione. Rientrano in questa categoria l'idralazina e il minoxidil.
Attivi per via parenterale: utilizzati prevalentemente nel trattamento delle emergenze ipertensive, comprendono il nitroprussiato di sodio, il diazossido e il fenoldopam.

### Inibitori del sistema renina-angiotensina

Struttura molecolare del captopril

Il sistema innescato dalla renina è particolarmente importante nel mantenimento di molte forme di ipertensione arteriosa. In particolare l'angiotensina II, sostanza attiva prodotta a partire dall'angiotensina I in una reazione catalizzata dall'enzima convertitore dell'angiotensina (ACE), esercita effetti diretti di vasocostrizione, effetti di sodio-ritenzione mediati dall'aldosterone e, come è stato ormai dimostrato, favorisce i fenomeni di rimodellamento (ipertrofia) del cuore che aumentano il rischio cardiovascolare. Tre classi di farmaci antipertensivi agiscono sul sistema renina-angiotensina-aldosterone: gli ACE-inibitori, gli antagonisti selettivi dell'angiotensina II o sartani e gli inibitori diretti della renina.

#### ACE-inibitori
Questi farmaci, che hanno come molecola capostipite il captopril, agiscono come inibitori dell'enzima convertente (una peptidil-dipeptidasi), che normalmente interviene nell'idrolisi dell'angiotensina I favorendo la produzione della sua forma attiva, l'angiotensina II. Un'altra importante funzione dell'enzima, anch'essa inibita da questi farmaci, è l'inattivazione della bradichinina, sostanza ad effetto vasodilatatore; l'azione del farmaco si accompagna quindi ad una aumentata concentrazione plasmatica di bradichinina.
Dopo il captopril, numerose altre molecole della stessa classe sono state sviluppate e introdotte nell'uso clinico: enalapril, lisinopril, benazepril, fosinopril, moexipril, perindopril, quinapril e ramipril sono tutti profarmaci a parte il lisinopril, e subiscono una reazione di idrolisi a livello del fegato che li trasforma nelle rispettive forme attive. Tutti hanno lunga durata d'azione e sono impiegati nella terapia cronica dei pazienti ambulatoriali.

##### Indicazioni
Classiche indicazioni all'uso degli ACE-inibitori sono la nefropatia diabetica e, in generale, la coesistenza di diabete e ipertensione. Questi farmaci, infatti, migliorano l'emodinamica a livello renale riducendo la proteinuria e stabilizzando la funzione renale. Per alcuni, come il captopril, è stata evidenziata un'azione sui recettori periferici dell'insulina che migliora la sensibilità a questo ormone. Anche i pazienti con insufficienza cardiaca congestizia o con pregresso infarto del miocardio possono trarre beneficio dalla terapia con ACE-inibitori, poiché questi farmaci, riducendo il rimodellamento cardiaco, consentono una migliore conservazione della funzionalità ventricolare sinistra.

##### Controindicazioni ed effetti avversi
Nei pazienti affetti da stenosi bilaterale delle arterie renali si instaura un meccanismo di compenso caratterizzato da aumento della renina e quindi dell'angiotensina, con lo scopo di mantenere un adeguato apporto di sangue ai reni. In tali pazienti l'uso degli ACE-inibitori è assolutamente controindicato, potendo determinare una grave insufficienza renale acuta. Altra importante controindicazione è rappresentata dalla gravidanza, in particolare nel secondo e terzo trimestre, poiché il farmaco può aumentare nel feto il rischio di malformazioni, insufficienza renale e morte fetale.
Tra gli effetti collaterali più comuni associati all'uso degli ACE-inibitori vi è una caratteristica tosse secca, talvolta accompagnata da angioedema, verosimilmente dovuta all'aumento della bradichinina, non più inattivata dall'ACE. Altra evenienza da tenere in considerazione è la possibile iperkaliemia (aumento del potassio nel sangue oltre i valori fisiologici), soprattutto in pazienti affetti da insufficienza renale e/o diabete; per tale motivo andrebbe evitata l'associazione con supplementi di potassio o con diuretici risparmiatori di potassio.

#### Sartani
Gli antagonisti del recettore per l'angiotensina II, convenzionalmente chiamati "sartani" a causa del suffisso comune "-sartan" nei nomi dei principi attivi, sono farmaci che bloccano l'attivazione dei recettori AT1 dell'angiotensina II. Introdotti in commercio in tempi più recenti rispetto agli ACE-inibitori, presentano il vantaggio di una maggiore selettività, non interferendo con il metabolismo della bradichinina, e nel contempo inibiscono gli effetti dell'angiotensina in modo potenzialmente più completo rispetto agli ACE-inibitori (esistono infatti, oltre all'ACE, anche altri enzimi capaci di produrre angiotensina II).
Tra i principi attivi attivi appartenenti a questa classe si citano losartan, valsartan (i primi introdotti in commercio), candesartan, eprosartan, irbesartan, olmesartan e telmisartan.